# 정호섭
정호섭(鄭鎬涉, 1958년 1월 21일 ~ )은 대한민국의 제31대 해군참모총장이다.

## 학력
- 1980년 해군사관학교 34기 학사
- 1982년 미국 버지니아 종합군사학원 졸업
- 1985년 국방대학교 행정학사 30기
- 1988년 국방대학원 안전보장학과 행정학 석사
- 1993년 영국 Lancaster대 국제정치학과 정치학 박사

### 비학위 수료
- 2008년 서울대학교 행정대학원 국가 정책 최고과정(ACAD)

## 진급
- 1980년 소위임관
- 2006년 준장
- 2008년 소장
- 2011년 중장
- 2015년 대장

## 경력
- 1999.11. ~ 2002.01 합참의장 보좌관
- 2002.01. ~ 2002.12. 충남함 함장
- 2002.12. ~ 2006.02. 제2함대 사령부 전투전단장
- 2006.01. 해군 준장
- 2006.02. ~ 2007.12. 제2함대사 부사령관
- 2007.12. ~ 2008.10. 한미연합사 인사참모부 차장
- 2008.10. ~ 2008.11. 한미연합사 인사참모부장(해군 소장)
- 2008.11. ~ 2010. 6. 해군본부 인사참모부장
- 2010.07. ~ 2011.11. 국방부 국방정보본부 해외정보부장
- 2011.08. 해군 중장
- 2011.11. ~ 2012.11. 해군교육사령관
- 2012.11. ~ 2014.10. 해군작전사령관
- 2014.10. ~ 2015.02. 해군참모차장
- 2015.02. ~ 2016.09. 해군참모총장 (제31대)[2][3]
- 2016.09 ~ 2018 충남대학교 인문대학 군사학과 석좌교수
- 2017.01 재단법인 한미동맹재단 이사(안보)
- 2018 한국해양소년단연맹 총재
- KAIST 문술미래전략대학원 초빙교수
- 한국해양소년단연맹 명예고문
- 대한민국 예비역 장성모임 성우회 정책자문위원장
- 2021.12. ~ 2022.01. 국민의힘 살리는 선거대책위원회 중앙선거대책위원회 산하 위원회 국방혁신위원회 공동위원장
- 재단법인 한미동맹재단 고문
- 2025.06.11 ~ 제9대 해군협회장

## 수상
- 2005년 대통령표창
- 2008년 미국공로훈장
- 2010년 보국훈장 천수장
- 2015년 인도네시아 해군최고훈장
- 2015년 터키 공로훈장
- 2016년 페루해군 십자공로훈장
- 2016년 보국훈장 통일장